# Yuri Cornelisse
Yuri Cornelisse (Alkmaar, 8 mei 1975) is een Nederlands voormalig profvoetballer. Hij is de oudere broer van Tim Cornelisse, die ook profvoetballer was. Yuri Cornelisse beëindigde zijn carrière in 2010.

## Carrière
Cornelisse begon met voetballen in de jeugd van de amateurs van AFC '34 en speelde ook in de jeugdopleiding van AZ Alkmaar. Hij begon zijn profloopbaan bij TOP Oss. Hier heeft hij twee seizoenen gespeeld.
Hij kwam in concrete belangstelling van de Belgische topclub Anderlecht te staan, en de Belgische club nam hem over van TOP Oss. In België raakte Cornelisse geblesseerd doordat hij in de voorbereiding op het seizoen in een oefenwedstrijd tegen zijn oude club TOP Oss een breuk in zijn middenvoetsbeentje opliep. Cornelisse wilde terug naar Nederland omdat enerzijds zijn revalidatie meer tijd in beslag nam dan werd gedacht en anderzijds omdat trainer Arie Haan was ontslagen en zijn opvolger Jean Dockx zo'n 9 nieuwe spelers naar Anderlecht haalde. Na het verloren seizoen in België verkaste Cornelisse naar RKC Waalwijk.
In Waalwijk speelde Cornelisse 5 seizoenen. Daarna tekende hij bij NAC Breda. Bij het tekenen van zijn contract zei Cornelisse: "De sfeer bij NAC is fantastisch. Ik ben er dan ook hartstikke trots op dat ik bij NAC kan gaan voetballen."
Een jaar later vertrok Cornelisse echter alweer, naar FC Groningen. Bij FC Groningen speelt de van oorsprong middenvelder voornamelijk in de aanval. Op 9 juli 2007 werd bekend dat Cornelisse een contract voor drie jaar getekend heeft bij ADO Den Haag.
In oktober 2010 beëindigde hij zijn loopbaan nadat hij geen nieuwe club kon vinden. Cornelisse werd bekend om zijn radslag, die hij maakt na het maken van een doelpunt.
Na zijn loopbaan als profvoetballer werkte Yuri Cornelisse tien jaar lang bij de politie, onder meer als zedenrechercheur.  Tegenwoordig is hij Body Mind Release therapeut.

## Clubstatistieken
| seizoen | club         | land      | competitie     | duels | goals |
| ------- | ------------ | --------- | -------------- | ----- | ----- |
| 1996/97 | TOP Oss      | Nederland | Eerste divisie | 31    | 8     |
| 1997/98 | TOP Oss      | Nederland | Eerste divisie | 33    | 6     |
| 1998/99 | Anderlecht   | België    | Jupiler League | 0     | 0     |
| 1999/00 | RKC Waalwijk | Nederland | Eredivisie     | 32    | 7     |
| 2000/01 | RKC Waalwijk | Nederland | Eredivisie     | 32    | 2     |
| 2001/02 | RKC Waalwijk | Nederland | Eredivisie     | 30    | 7     |
| 2002/03 | RKC Waalwijk | Nederland | Eredivisie     | 31    | 9     |
| 2003/04 | RKC Waalwijk | Nederland | Eredivisie     | 32    | 3     |
| 2004/05 | NAC Breda    | Nederland | Eredivisie     | 33    | 8     |
| 2005/06 | FC Groningen | Nederland | Eredivisie     | 33    | 8     |
| 2006/07 | FC Groningen | Nederland | Eredivisie     | 22    | 0     |
| 2007/08 | ADO Den Haag | Nederland | Eerste divisie | 32    | 6     |
| 2008/09 | ADO Den Haag | Nederland | Eredivisie     | 23    | 2     |
| 2009/10 | ADO Den Haag | Nederland | Eredivisie     | 7     | 0     |
| Totaal  | Totaal       | Totaal    | Totaal         | 371   | 66    |

Bijgewerkt op 23 juni 2023.